# Denis Kozjoechin
Denis Kozjoechin (Nizjni Novgorod, 1986) is een Russisch pianist.

## Biografie
De pianist komt uit een muzikaal nest. Zijn vader is een componist en dirigeert kinderkoren. Hij kreeg al op jonge leeftijd pianoles van zijn moeder. Denis' broer is eveneens een begaafd pianist. Beiden kregen les van Dmitri Basjkirov te Madrid. In 2010 verblijft de pianist te Stuttgart waar hij zich voorbereidt op zijn master in de muziek.

## Kozjoechins visie over muziekuitvoeringen
Een uitvoerder moet volgens hem goed kunnen communiceren met de luisteraar.

## Onderscheidingen
Hij behaalde de derde prijs in 2006 bij de Leeds International Pianoforte Competition.
In 2010 ontving hij de eerste prijs op de Koningin Elisabethwedstrijd. De pianist is enthousiast over de omkadering van deze veeleisende wedstrijd. Het betreft zowel de organisatie als het verblijf in gastgezinnen voor de duur van het concours. 